# Vera Leigh
Vera Leigh (17 de marzo de 1903 – 6 de julio de 1944) fue una agente de la Dirección de Operaciones Especiales del Reino Unido durante la Segunda Guerra Mundial. 
Leigh era miembro de la ruta Donkeyman de la SOE y del subcircuito Inventor en la Francia ocupada hasta que fue arrestada por la Gestapo. Posteriormente fue ejecutada en el campo de concentración de Struthof-Natzweiler.

## Primeros años
Vera Glass nació el 17 de marzo de 1903 en Leeds, Inglaterra. Había sido abandonada y la bebé fue adoptada por H. Eugene Leigh, un conocido entrenador de caballos de carreras estadounidense y su esposa inglesa, quienes rebautizaron a su hija adoptada como Vera Eugenie Leigh. Después de la muerte del señor Leigh su viuda se casó con Albert Clark, cuyo hijo Victor Alexander Dalzell Clark se convirtió así en el hermanastro y amigo de Leigh. Cuando era necesario nombrar a un pariente cercano, Leigh escogía a Clark.
Vera creció alrededor de los establos de Maisons-Laffitte, el centro de entrenamiento e hipódromo cerca de París. Clark más tarde recordó que de niña decía que quería ser jockey de mayor. Sin embargo, observando a las encopetadas damas que asistían a las carreras, se interesó por la moda y la alta costura. Después de obtener experiencia como vendedora en la casa de la prestigiosa sombrerera Caroline Reboux, se asoció con dos amigas para fundar la grande maison Rosa Valois en la plaza Vendôme en 1927, con solo 24 años. En la década anterior a la guerra se movía por la escena social sofisticada del Tout París.

## Resistencia francesa

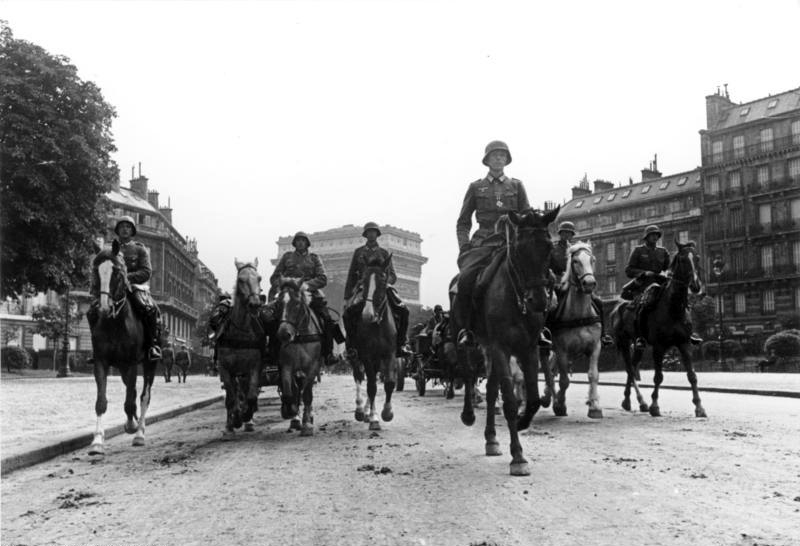
Tropas alemanas en París (1940).

Cuando París cayó en 1940 se fue a Lyon para reunirse con su prometido desde hacía siete años, M. Charles Sussaix, director gerente de una compañía cinematográfica de propiedad portuguesa. Pretendía encontrar una manera, con su ayuda, de pasar a Inglaterra, pero acabó implicada en las rutas de escape que ayudaban a los militares fugitivos a salir del país y no fue hasta 1942 que ella misma tomó la ruta de los Pirineos a España. Como a muchos de los que hicieron este viaje, las autoridades españolas la internaron en el campo de internamiento de Miranda de Ebro, aproximadamente 65 kilómetros al sur de Bilbao. Fue liberada a través de los esfuerzos de un oficial de la embajada británica, siendo ayudada a pasar a Inglaterra vía Gibraltar.

## Ejecutivo de Operaciones especiales
Leigh llegó a Inglaterra a finales de 1942 con la intención de ofrecer sus servicios al esfuerzo de guerra y pronto se presentó ante la SOE. A su reclutador le pareció "una mujer de negocios inteligente". El entrevistador señaló además, "está claro que el comercio es su primera lealtad ", pero las autoridades no vieron ninguna razón para dudar de sus motivos, mientras su vida antes de la guerra en París y su perfecto francés parecían hacerla natural para el trabajo. Ella aceptó romper todo contacto con Sussaix y empezó a entrenar.
Su informe de formación preliminar describió a Leigh como ágil, activa y entusiasta, segura y capaz, "una persona muy satisfactoria para enseñar" y con "una personalidad muy agradable". El informe de su comandante dijo que estaba "llena de agallas", se había mantenido arriba con los hombres y era "la que mejor disparaba del grupo". La encontró "muy entusiasta" y señaló que era muy respetada, tenía una "naturaleza ecuánime", y según él era una "mujer con aplomo para este trabajo". Uno de sus instructores más tarde recordó que le costaba tratar con mapas y esquemas, pero era "extremadamente buena con los dedos; podía hacer trabajos con cargas y cables y todo extraordinariamente deprisa y pulcramente". Él especuló (correctamente) que podría haber estado conectada con el negocio de la moda antes de la guerra. "Está muy interesada en la ropa, y odia su 'horrendo' uniforme caqui".
Leigh tenía 40 años cuando regresó a Francia como la alférez Vera Leigh de la FANY, ya que era común que tales mujeres fueran nominalmente empleadas por la FANY mientras en realidad eran agentes de la SOE (como Andrée Borrel y muchas otras agentes femeninas de la SOE).

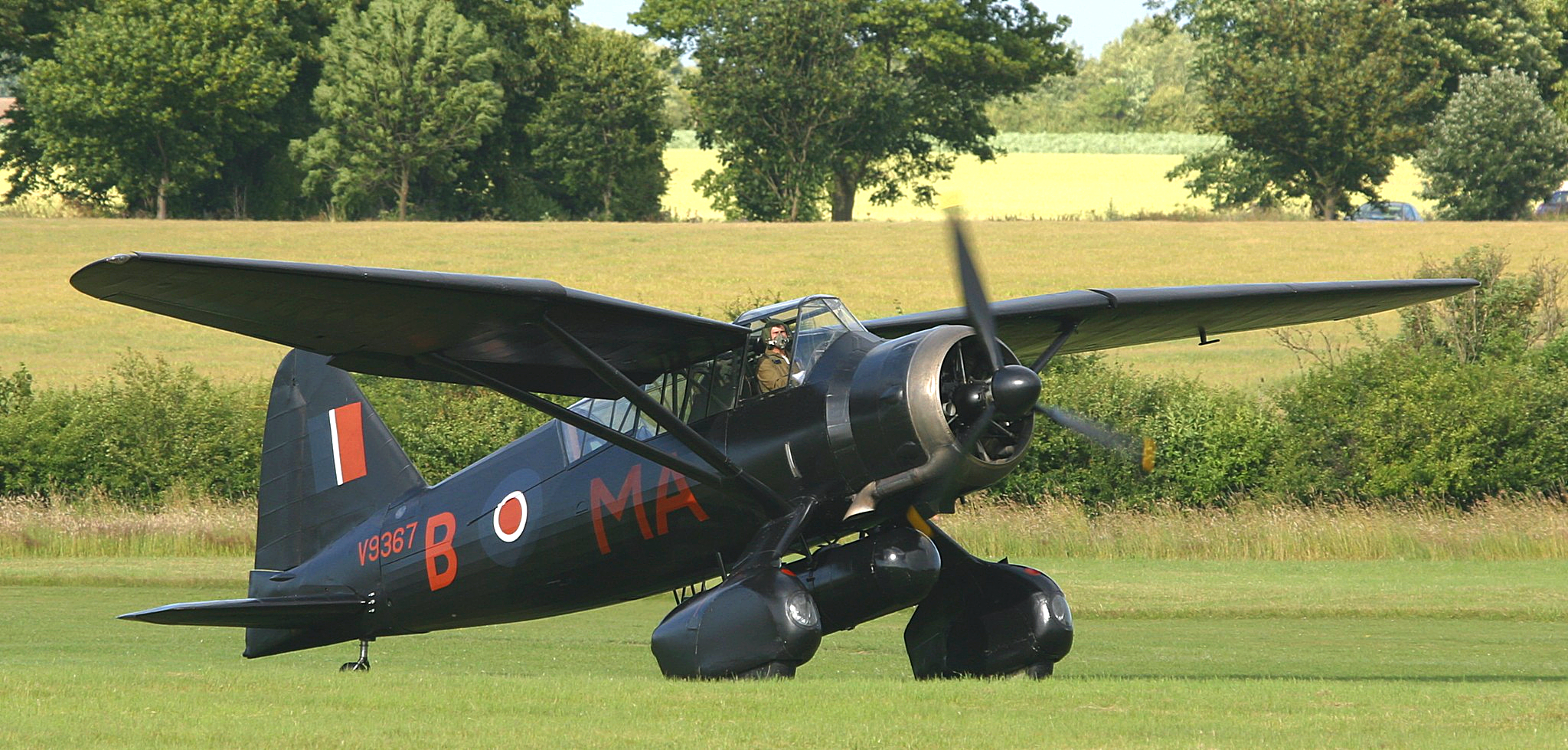
Westland Lysander Mk III (SD), el tipo de avión utilizado para misiones especiales en la Francia ocupada durante la Segunda Guerra Mundial.

Leigh aterrizó en Francia el 13/14 de mayo de 1943, a bordo de un Lysander en un campo cerca de Tours, y era uno de los cuatro recién llegados esa noche que fueron recibidos por el oficial de movimientos aéreos de la sección F, Henri Dericourt. Llegó con Juliane Aisner (una vieja amiga de Dericourt que sería correo y mensajera en su operación de recogida con el nombre en código Farrier), Sidney Charles Jones (un organizador e instructor de armas) y Marcel Clech (un operador W/T). Leigh iba a ser correo y mensajera y tres de ellos (Leigh, Jones y Clech) iban a formar un subcircuito conocido como Inventor, para trabajar con la ruta Prosper con sede en París y más tarde serviría como agente de enlace de la ruta Donkeyman. Las rutas eran también conocidas como redes.
El nombre en código de Leigh entre los agentes amigos era Simone (elegido por ella misma), y Almoner para las comunicaciones por radio con Londres; mientras su identidad supuesta en Francia era Suzanne Chavanne, una ayudante de sombrerera. Con papeles a su falso nombre se movió por París y hasta las Ardenas en el noreste, llevando mensajes de Jones a sus varios operadores inalámbricos y a Henri Frager (que encabezaba un subcircuito de la ruta Prosper). Los informes que envió a sus superiores en Londres fueron descritos como "extremadamente alegres". Se mudó a un apartamento en el elegante distrito XVI, se reunía habitualmente en las cafeterías frecuentadas por otros agentes, y retomó su vida parisina de nuevo. París estaba notablemente tranquilo bajo la ocupación alemana y la vida continuaba como antes a pesar del racionamiento y la tensión psicológica que muchos padecían en privado, con pocos actos de resistencia debido a las salvajes represalias que los invasores alemanes infligirían en respuesta y al gran número de parisinos dispuestos a enriquecerse convirtiéndose en informantes de la Gestapo, lo que causó que Leigh fuera menos prudente de lo que debería haber sido, como lo demuestra su decisión de frecuentar la misma peluquería que había usado antes de la guerra.
Encontró al marido de su medio hermana y al principio fingió no conocerle, pero luego lo abrazó. Este encuentro casual llevó al descubrimiento de que él también estaba implicado en actividades clandestinas para los Aliados al esconder aviadores aliados fugitivos y pasarlos a una línea de escape que intentaría llevarlos a través de los Pirineos a la frontera con España. En su tiempo libre empezó a escoltar a algunos de estos pilotos derribados, que no hablaban francés, a través de las calles desde la casa segura hasta su punto de contacto próximo en la ruta de escape.

## Arresto y ejecución

### Arresto

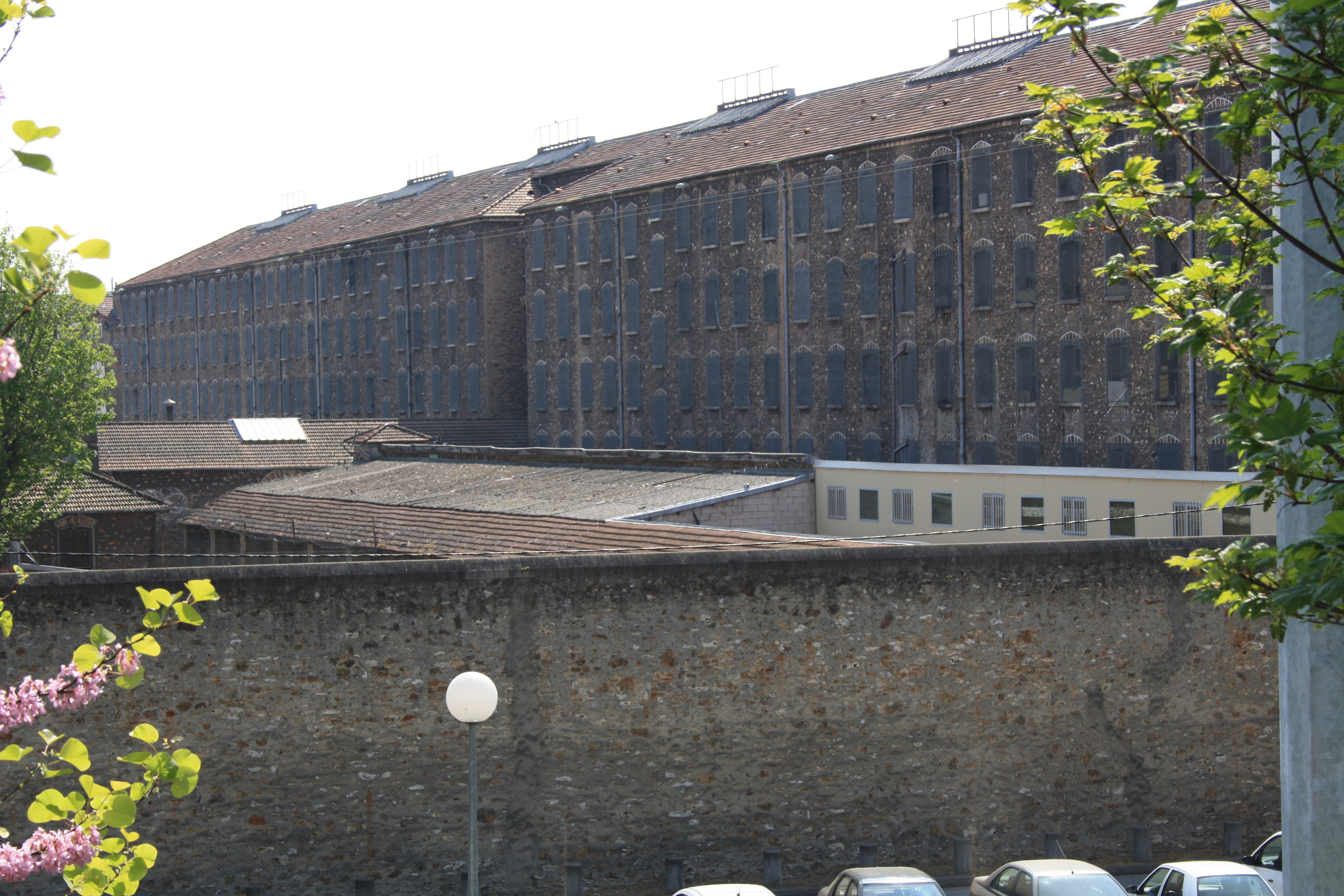
Prisión de Fresnes.

Pasaba tiempo con la agente Juliane Aisner en un edificio imponente en un patio de la plaza des Ternes desde donde dirigía el negocio de su marido, una eficaz tapadera para la actividad de Leigh como correo de Déricourt. Leigh también se encontraba con frecuencia con otros agentes en un café al otro lado de la plaza des Ternes, a pocos pasos de la plaza de l'Etoile en el distrito XVII. Fue allí en el Chez Mas, el 30 de octubre de 1943, que en compañía del guardaespaldas de Jones, fue arrestada. La red INVENTOR había sido traicionada por el agente doble Roger Bardet, y posteriormente colapsó. Llevada a la sombría prisión de Fresnes a varios kilómetros de París, fue registrada como Suzanne Chavonne y colocada en la celda 410 de la Tercera Sección Femenina. En el entrenamiento había sido enseñada a aguantar hasta 48 horas después de la captura para dar a sus agentes amigos  tiempo para desocupar cualquier local y destruir cualquier registro o documento que se viera obligada a revelar, pero es casi seguro que no tuvo ninguna necesidad de hacerlo. No había nada que su captor no supiera ya sobre sus actividades.

### Traslado a Alemania
El 13 de mayo de 1944, Leigh junto con otras tres agentes de la SOE capturadas, Andrée Borrel, Sonia Olschanezky y Diana Rowden, fueron trasladadas de Fresnes a la sede de la Gestapo en París en la Avenida Foch junto con otras cuatro mujeres: Yolande Beekman, Madeleine Damerment, Eliane Plewman y Odette Sansom, todas ellas agentes de la sección F. Más tarde ese mismo día fueron conducidas a la estación de ferrocarril, y cada una esposada a un guardia  al bajarse del tren. Sansom, en una entrevista después de la guerra, dijo:
Empezábamos este viaje juntas con miedo, pero todas esperábamos algo sobre todo que quedaríamos juntas. Todas habíamos probado ya cómo podían ser las cosas, ninguna de nosotras esperaba mucho, todas sabíamos que nos podrían condenar a muerte. Yo era la única oficialmente condenada a muerte. Las otras no. Pero hay siempre un rayo fugitivo de esperanza de que algún milagro tendrá lugar.
Cuando las mujeres llegaron a Alemania fueron colocadas en celdas separadas en la prisión en Karlsruhe (Justizvollzugsanstalt Karlsruhe) – Sansom con una mujer que llevaba tres años en prisión porque su propia hija (una miembro de las Juventudes Hitlerianas) la había denunciado por escuchar la BBC, y a los testigos de Jehová. Las agentes no fueron tratadas de manera diferente a otros prisioneros – mucho mejor que en los campos de concentración – y se les dio trabajo manual para hacer, pelando patatas, costura, etc., lo que ayudó a pasar el tiempo. Ocasionalmente, a través de los altos barrotes, podían oír los bombarderos aliados dirigiéndose hacia objetivos dentro de Alemania, por lo que en general la situación les pareció prometedora incluso si había la posibilidad de morir en un ataque aéreo. Creían que la guerra se acercaba a su fin y podían razonablemente esperar ser liberadas por los aliados en poco tiempo.

### Ejecución en Natzweiler-Struthof

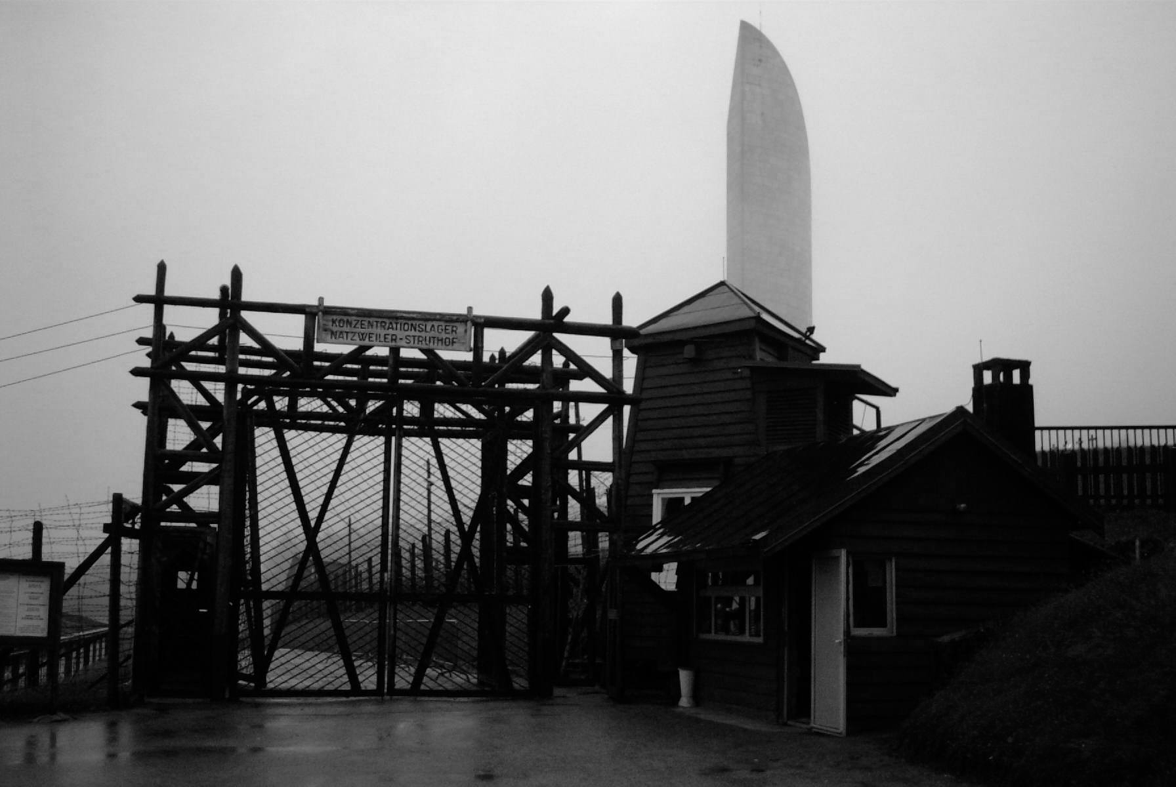
Campo de concentración de Struthof-Natzweiler; entrada al campamento con el Monumento al fondo.

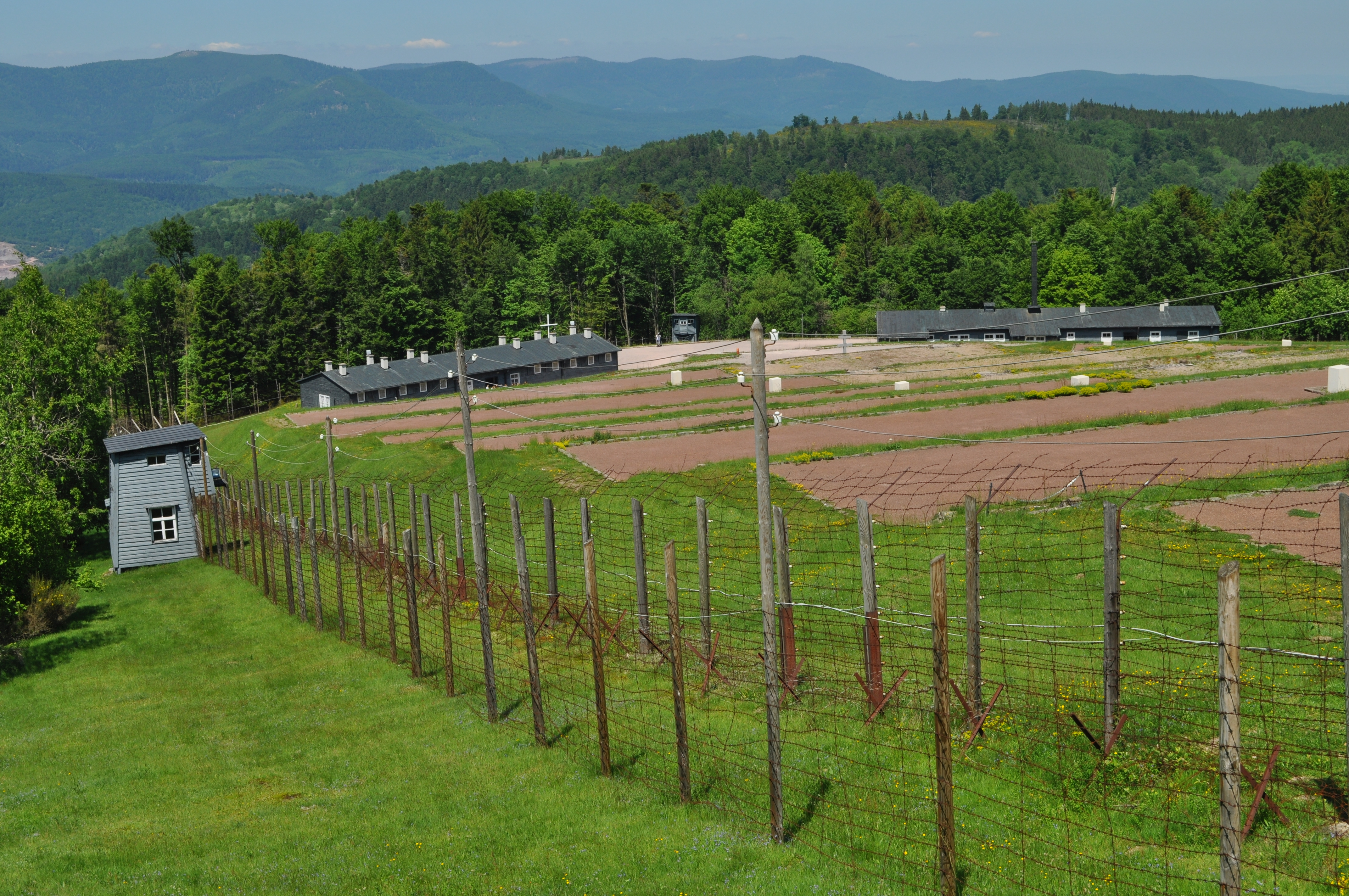
Vista del campo de concentración de Natzweiler-Struthof en 2010. El bloque de celdas es el edificio a la izquierda y el crematorio es el edificio a la derecha.

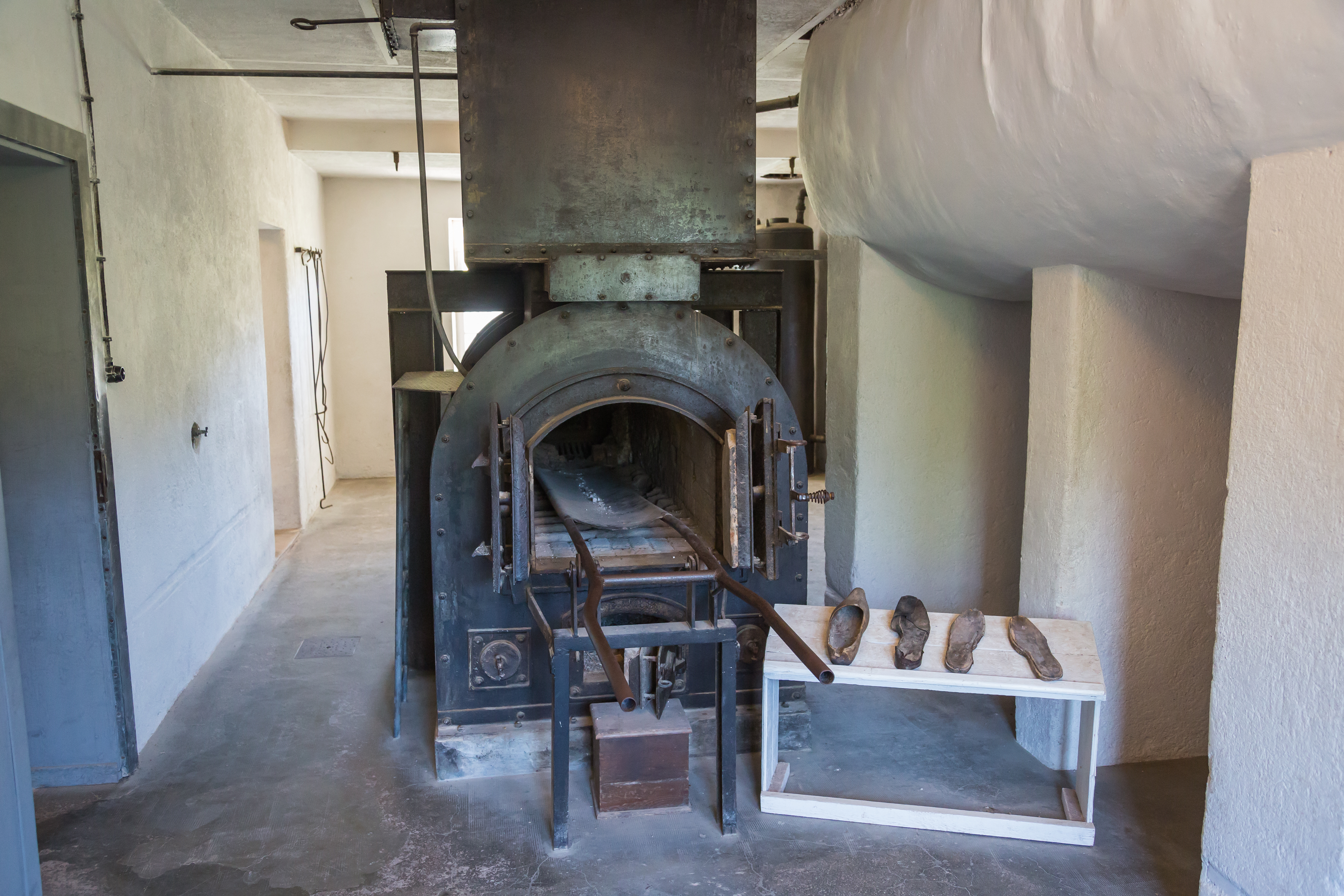
El crematorio en Natzweiler-Struthof.

En algún momento entre las cinco y las seis de la mañana del 6 de julio de 1944, poco menos de dos meses después de su llegada a Karlsruhe, Borrel, Leigh, Olschanezky y Rowden fueron llevadas a la sala de recepción, les devolvieron sus pertenencias personales, y fueron entregadas a dos hombres de la Gestapo que las escoltaron 100 kilómetros al suroeste en un camión cerrado hasta el campo de concentración de Struthof-Natzweiler en Francia, donde  llegaron alrededor de las tres y media de la tarde. La llegada de las mujeres fue aparentemente inesperada al igual que la orden de uno de los escoltas de que las cuatro debían ser ejecutadas de inmediato.
Como las mujeres eran una rareza en el campamento su presencia atrajo de inmediato la atención tanto de los guardias alemanes como de los prisioneros. Las cuatro fueron dirigidas a través del centro del campo hasta el pabellón de bloques al fondo por hombres de la SS y mantenidas allí hasta la noche. "Uno podía ver por su aspecto que no venían de un campo" dijo un prisionero francés. "Parecían jóvenes, estaban bastante bien arregladas, su ropa no era basura, su cabello estaba cepillado, y cada una llevaba un neceser en la mano."
Las cuatro mujeres estaban inicialmente juntas pero más tarde las colocaron en celdas individuales. A través de las ventanas, que daban a las de la enfermería, lograron comunicarse con varios prisioneros, incluyendo un preso belga, el doctor Georges Boogaerts, quién pasó a una de las mujeres (a la que más tarde identificó como Borrel por una fotografía) cigarrillos a través de la ventana. Borrel a cambio le arrojó una bolsita de tabaco conteniendo algún dinero.
Albert Guérisse, un médico del ejército belga que había encabezado la ruta de escape Pat O'Leary en Marsella, reconoció a Borrel como una de sus antiguas ayudantes. Intercambió algunas palabras con otra de las mujeres, quien dijo ser inglesa (Leigh o Rowden) antes de desaparecer en el edificio del bloque de celdas. En el juicio durante la posquerra de los hombres acusados de la ejecución de las cuatro mujeres, Guérisse declaró que estaba en la enfermería y había visto a las mujeres, una por una, siendo escoltadas por guardias SS desde el bloque de celdas (Zellenbau) al crematorio ubicado a unos metros. Dijo en el tribunal: "Vi a las cuatro mujeres yendo al crematorio, una tras otra. Una se fue, y dos o tres minutos más tarde se fue otra."
Dentro del edificio que albergaba el crematorio, a cada mujer a su vez se le pidió que se desnudara para un control médico y un doctor le ponía una inyección para la que le dijo a cada una era una vacunación contra el tifus, pero en realidad un dosis de 10cc de fenol que el médico creía era letal. Cuando la mujer caía inconsciente tras la inyección, era introducida todavía viva en el horno crematorio. Guérrise dijo, "A la mañana siguiente el prisionero alemán a cargo del crematorio me explicó que cada vez que la puerta del horno era abierta, las llamas salían por la chimenea y eso significaba que un cuerpo había sido puesto en el horno. Vio las llamas cuatro veces." La puerta estaba cerrada desde el exterior durante las ejecuciones, pero era posible ver el pasillo desde una ventana pequeña por encima de la puerta, así que el prisionero en la litera más alta era capaz de comentar lo que veía.
El preso al que se refería Guérisse era Franz Berg, que asistía en el crematorio y había avivado el fuego esa noche antes de ser devuelto a la habitación que compartía con otros dos prisioneros antes de las ejecuciones. La puerta estaba cerrada desde el exterior durante las ejecuciones, pero era posible ver el pasillo desde una ventana pequeña por encima de la puerta, así que el prisionero en la litera más alta era capaz de atisbar y comentar lo que veía. Berg dijo:

"Oímos voces bajas en la habitación de al lado y luego el ruido de un cuerpo siendo arrastrado por el suelo, y me susurró que podía ver gente arrastrando algo por el suelo que estaba por debajo de su ángulo de visión.

Al mismo tiempo que pasaban este cuerpo, escuchamos el ruido de una respiración pesada y un gemido bajo combinados.
(...) y de nuevo escuchamos los mismos ruidos y gemidos regulares cuando las [dos siguientes] mujeres inconscientes fueron arrastradas.
La cuarta, sin embargo, se resistió en el pasillo. La escuché decir: ¿Pourquoi? y escuché una voz que reconocí como la del doctor vestido de civil decir: Pour typhus. Entonces escuchamos el ruido de una lucha y los gritos ahogados de la mujer. Supuse que alguien le tapó la boca con la mano. También oí que se llevaban a la mujer a rastras. Ella gemía más fuerte que las demás.
Por el ruido de las puertas del horno crematorio que escuché, puedo afirmar definitivamente que en cada caso las mujeres quejumbrosas fueron colocadas inmediatamente en el horno crematorio.

Cuando [los oficiales] se fueron, fuimos al horno crematorio, abrimos la puerta y vimos que dentro había cuatro cuerpos carbonizados. A la mañana siguiente, en el curso de mis deberes, tuve que limpiar las cenizas del horno crematorio. Encontré una liga de media rosa de mujer en el suelo cerca del horno."

 
Más de un testigo habló de una lucha cuando la cuarta mujer fue empujada al horno. Según un prisionero polaco llamado Walter Schultz, el enfermero médico de la SS (Emil Brüttel) le dijo lo siguiente: "Cuando la última mujer estaba a mitad de camino en el horno (la habían puesto en pie primero), recuperó el sentido y luchó. Como había suficientes hombres allí, fueron capaces de empujarla al horno, pero no antes de que ella se resistiera y arañara la cara de [Peter] Straub." Al día siguiente Schultz notó que la cara del verdugo del campo (Straub) tenía profundos arañazos.
El doctor del campamento (Werner Rohde) fue ejecutado después de la guerra. Franz Berg fue sentenciado a cinco años de prisión pero recibió la pena de muerte en otro juicio por un delito diferente y fue colgado el mismo día que Rohde. El comandante del campo (Fritz Hartjenstein) fue condenado a cadena perpetua, mientras Straub fue sentenciado a 13 años de prisión.

## Honores y premios

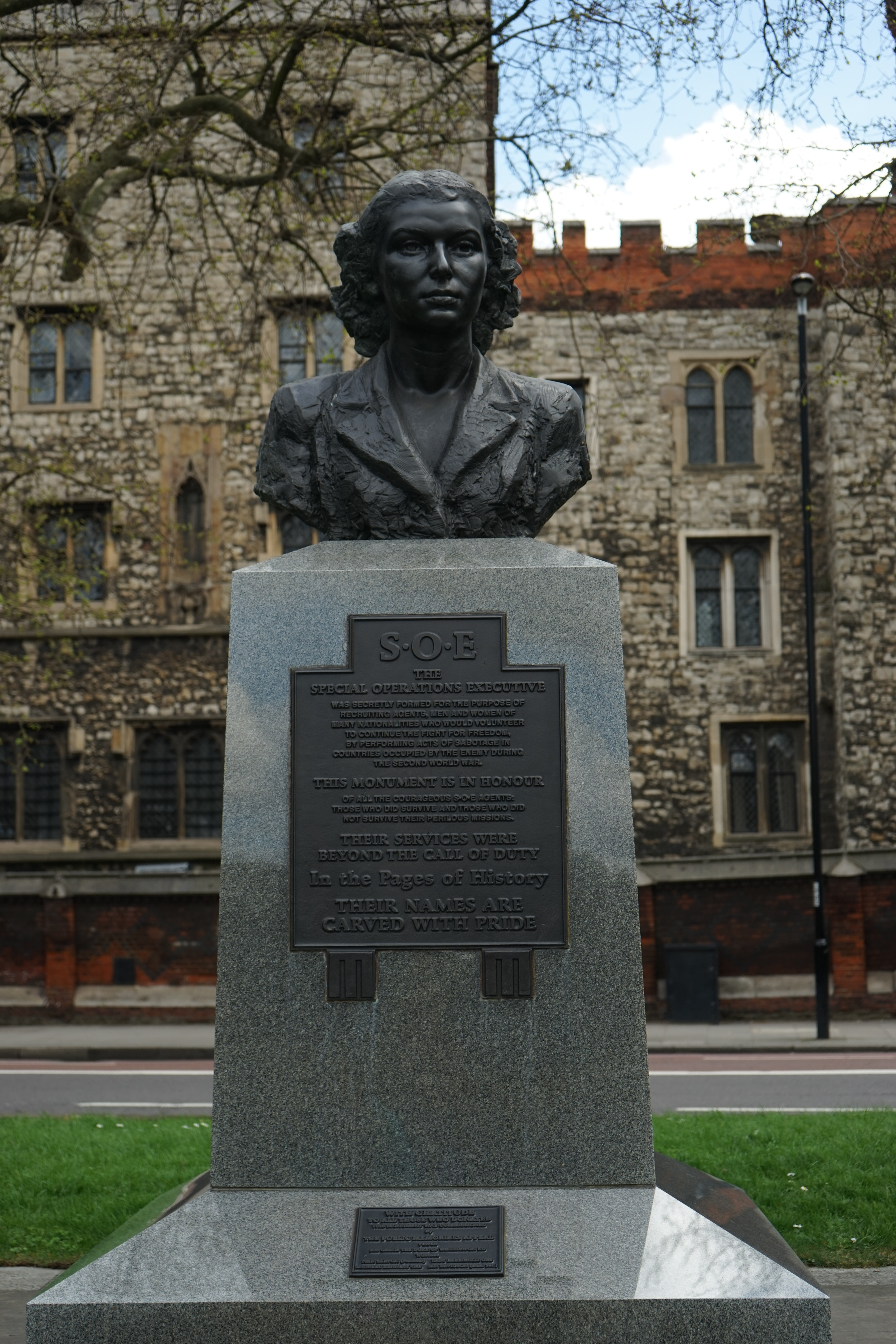
Monumento en memoria de las agentes de la SOE.

Leigh recibió póstumamente la medalla al valor King's Commendation for Brave Conduct. El campo de concentración donde murió es ahora un sitio histórico del gobierno francés, donde una placa en memoria de Leigh y las otras tres mujeres que murieron con ella forma parte del Monumento de Deportación en el sitio. Como uno de los agentes de la SOE que fallecieron por la liberación de su país, la alférez Leigh figura en el "Cuadro de Honor" en el Monumento a la SOE en la ciudad de Valençay, en el departamento francés de Indre. Es conmemorada en el Tempsford Monument en el pueblo de Tempsford en el condado de Bedfordshire en el este de Inglaterra. y en un monumento posterior a todos los agentes de la SOE en Lambeth Palace Road (Westminster, Londres). Es también conmemorada en la columna 3 del panel 26 del Brookwood Monument como una de los 3,500 "a quienes la guerra negó una tumba conocida y honrada".
En 1985, el agente de la SOE y pintor Brian Stonehouse, que vio a Leigh y las otras tres agentes femeninas de la SOE en el campo de concentración de Natzweiler-Struthof justo antes de sus muertes, pintó una acuarela conmovedora de las cuatro mujeres que ahora cuelga en el Special Forces Club en Londres.

## En la ficción
- Carve Her Name with Pride (1958): película basada en el libro de R.J. Minney sobre Violette Szabo, protagonizada por Paul Scofield y Virginia McKenna.

- Churchill's Spy School (2010):[27] dcumental sobre la "escuela de formación" de la SOE en la finca Beaulieu en Hampshire.

- Les femmes de l'ombre (también conocida como Female Agents, 2008): película francesa sobre cinco agentes femeninos de la SOE y su contribución a la invasión del día D.

- Nancy Wake Codename: The White Mouse (1987): docudrama sobre Nancy Wake y su trabajo para la SOE, en parte narrado por ella misma (Wake quedó decepcionada de que la película fuera cambiada de una historia de resistencia de 8 horas a una historia de amor de 4 horas).

- Now It Can Be Told (también School for Danger, 1946): la filmación empezó en 1944 y protagonizada por agentes reales de la SOE, el capitán de agentes Harry Rée y Jacqueline Nearne, con los nombres en código "Felix" y "Cat", respectivamente. La película cuenta la historia de la formación de los agentes para la SOE y sus operaciones en Francia. Las secuencias de formación fueron filmadas utilizando el equipamiento en las escuelas de formación en Traigh y Garramor (South Morar) y en Ringway.

- Odette (1950): película basada en el libro de Jerrard Tickell sobre Odette Sansom, protagonizada por Anna Neagle y Trevor Howard. La película incluye una entrevista con Maurice Buckmaster, cabeza de la sección F de la SOE.

- Robert and the Shadows (2004): documental francés de France Télévisions. Dijo el general De Gaulle toda la verdad sobre la resistencia francesa? Este es el propósito de este documental. Jean Marie Barrere, el director francés, utiliza la historia de su propio abuelo (Robert) para contar a los franceses lo que la SOE hizo en aquel tiempo. Robert era un profesor francés afincado en el suroeste de Francia, que trabajó con el agente de la SOE George Reginald Starr (nombre en código "Hilaire", a cargo de la ruta "Wheelwright").

- Wish Me Luck (1987): serie televisiva retransmitida entre 1987 y 1990 presentando las proezas de las mujeres y, menos frecuentemente, los hombres de la SOE, la cual fue rebautizada 'Outfit'.